# 大同佛教学院
大同佛教学院，也称为晋北佛教学院，是抗日战争期间存在于山西大同的一所宗教院校。

## 历史沿革
1939年5月15日，大同佛教学院在侵华日军的支持下成立。校址位于大同城内圆通寺。学校由晋北政厅主管并筹措经费。课程有日语、佛经等，学制2年。1942年停办，共毕业约60人。中国僧人法成、果信先后出任院长，但学院实际上由日本僧人夏川控制。第一期学员毕业后，伪政府选派三名毕业生赴日留学。